# بیوک استیت
بیوک استیت (Buick Estate) خودرویی است که در سال‌های ۱۹۴۰ تا ۱۹۶۴/>۱۹۷۰ تا ۱۹۹۶تولید شده‌است.
این خودرو در کلاس خودرو سایز بزرگ قرار گرفته، طراحی آن خودروهای موتور جلو-محور عقب بوده است.

## نگارخانه

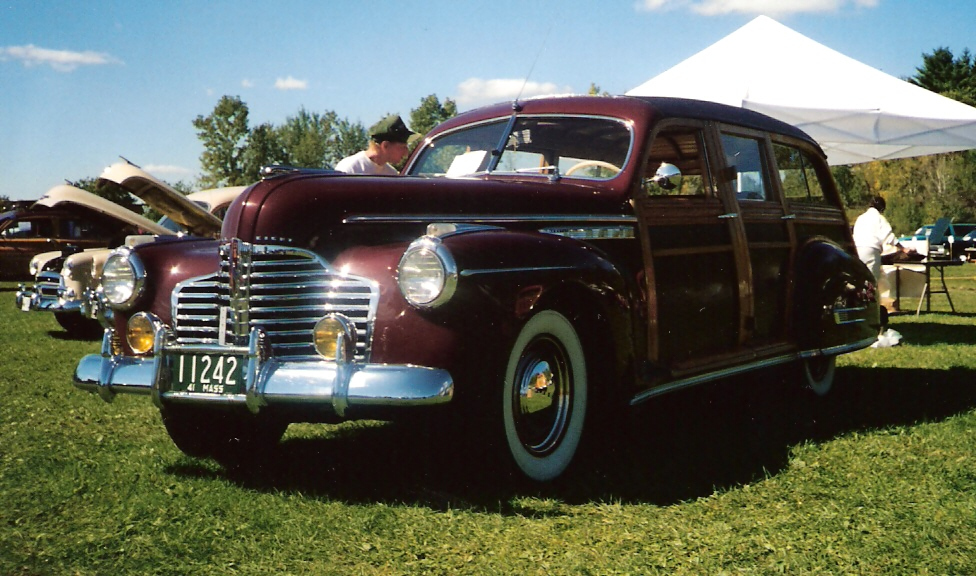
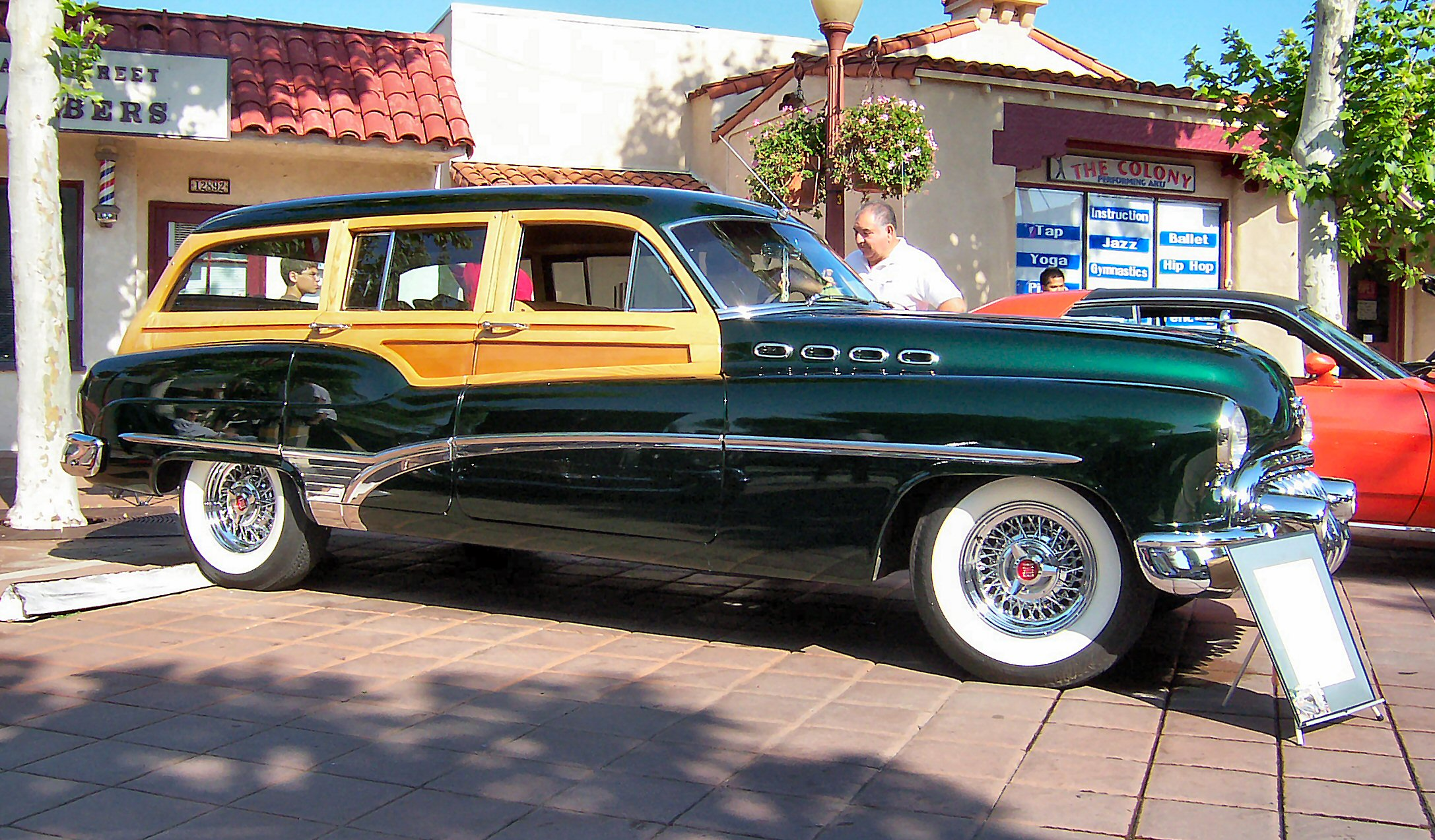
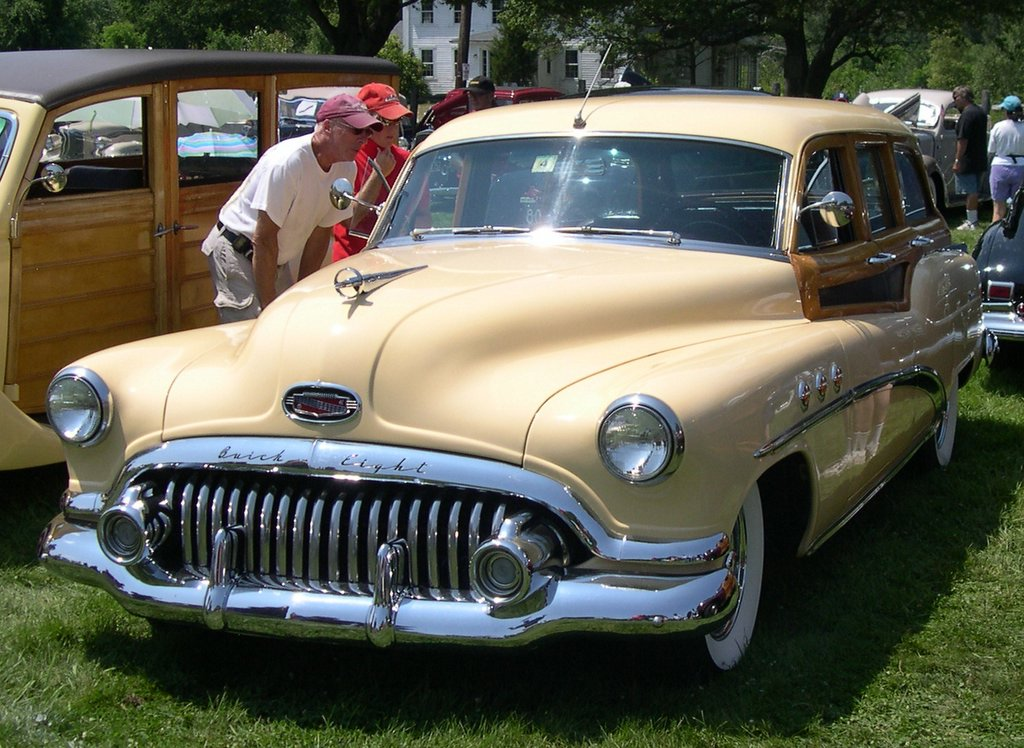
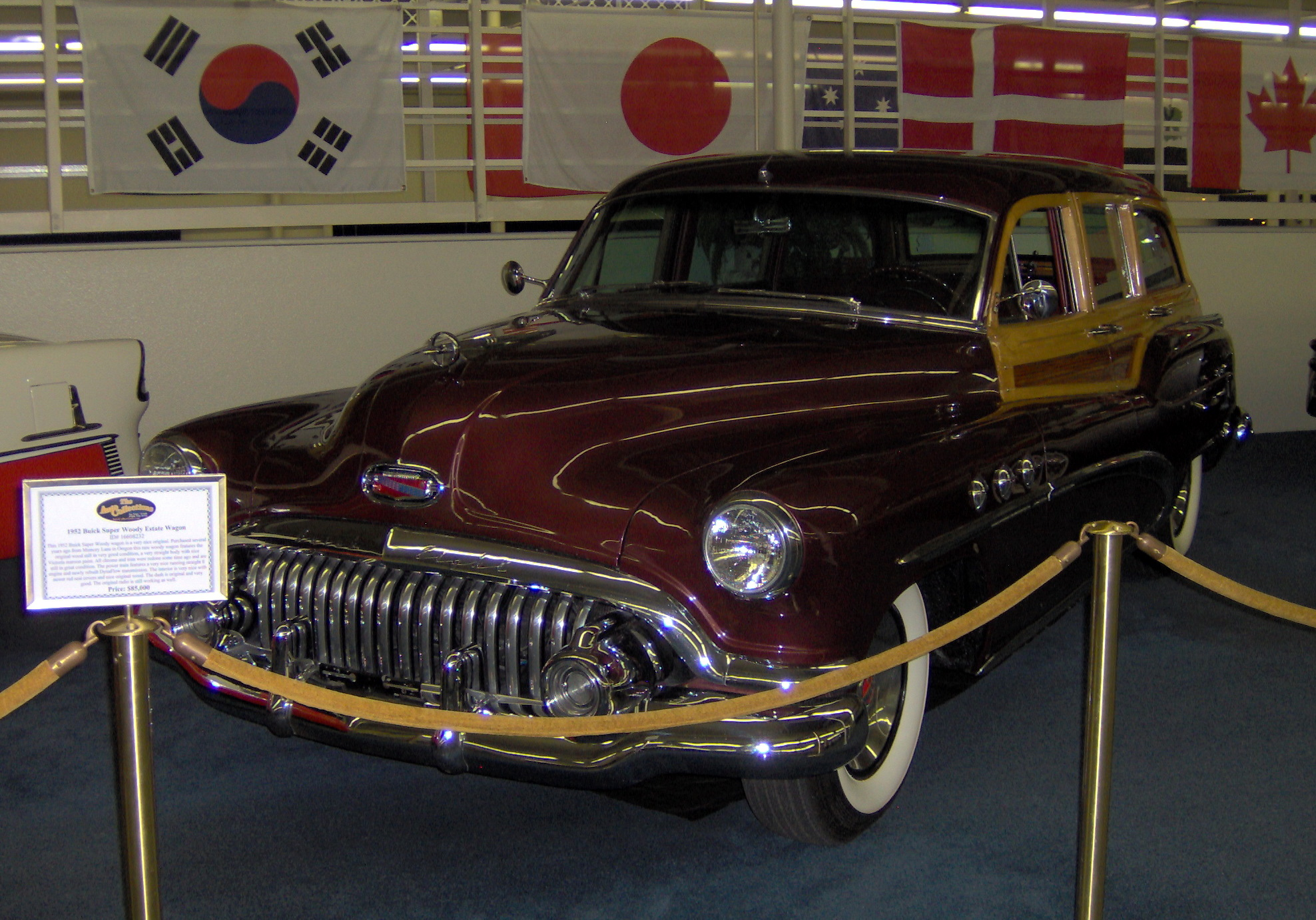
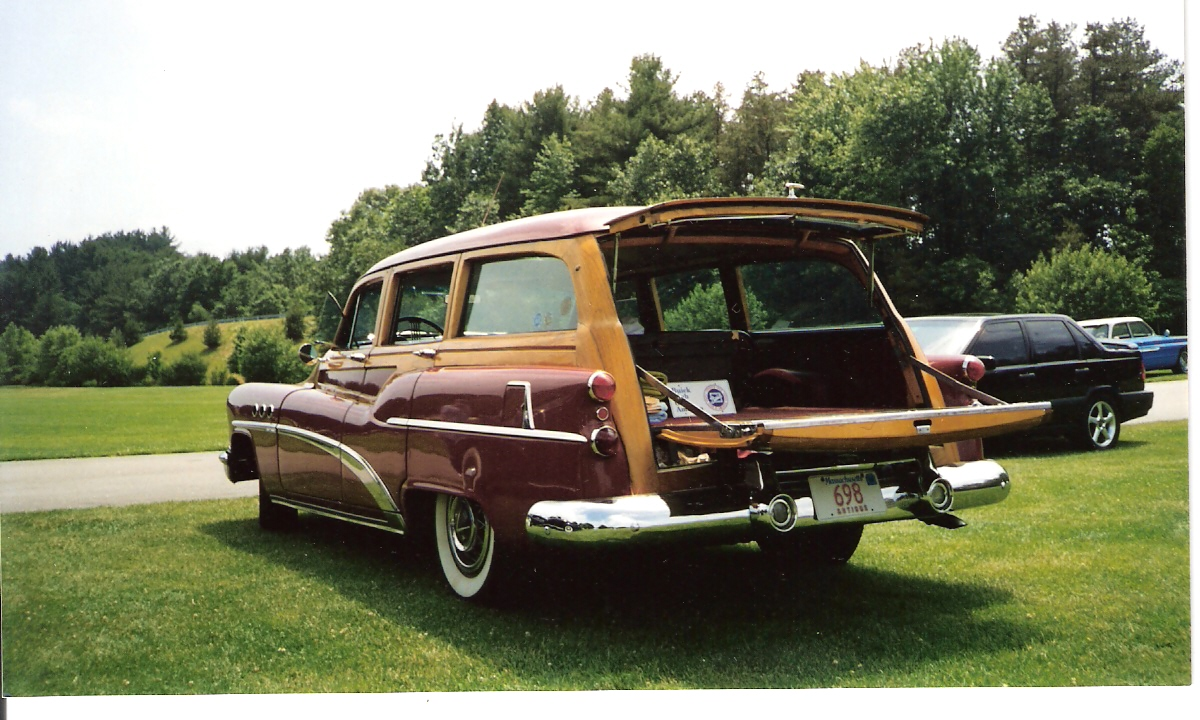
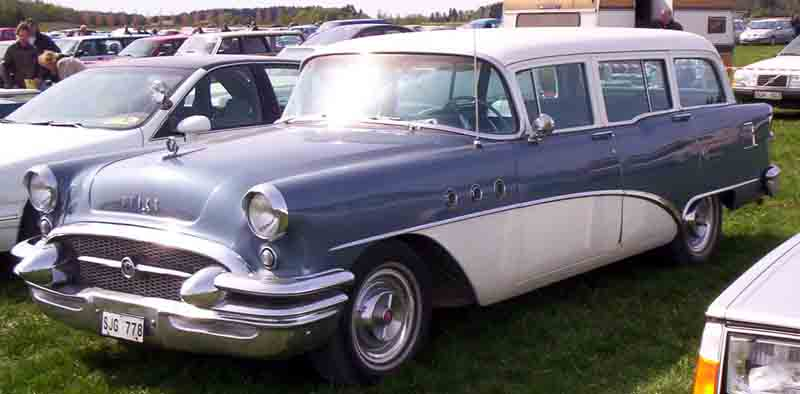
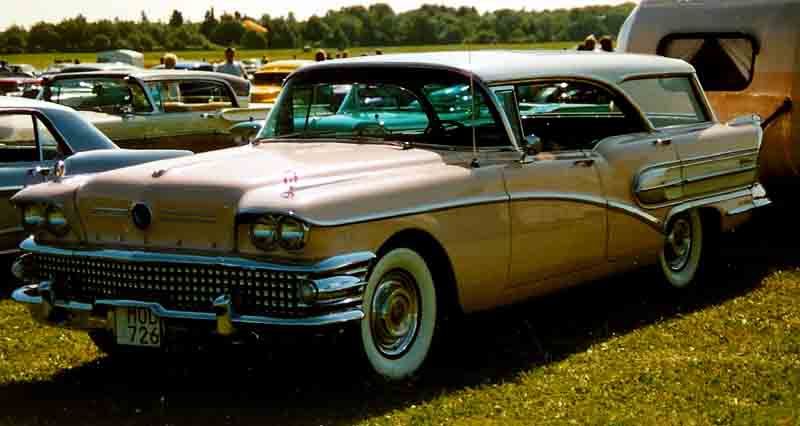